# Командо (Арецо)
Командо је насеље у Италији у округу Арецо, региону Тоскана.
Према процени из 2011. у насељу је живело 9 становника. Насеље се налази на надморској висини од 512 м.